# Bazów
Bazów – wieś w Polsce, położona w województwie świętokrzyskim, w powiecie sandomierskim, w gminie Łoniów
W latach 1975–1998 miejscowość administracyjnie należała do województwa tarnobrzeskiego.
Przez wieś przechodzi  zielony szlak rowerowy z Sandomierza do Ujazdu.

## Części wsi
| SIMC    | Nazwa     | Rodzaj    |
| ------- | --------- | --------- |
| 0797671 | Morgi     | część wsi |
| 0797694 | Pod Górą  | część wsi |
| 0797702 | Za Groblą | część wsi |

## Historia
Wieś sięga metryką XVI wieku. W roku 1578 Szulisowska płaci tu pobór od 2 osad, 1 łana, 1 komornika.
W wieku XIX Bazów znany był jako – wieś nad rzeką Koprzywianką w powiecie sandomierskim, gminie Łoniów, parafii Sulisławice, 21 wiorst od Sandomierza.
W roku 1880 posiadał 14 domów, 164 mieszkańców, 102 morgi dworskie i 35 mórg włościańskich.  Osada młynarska 2 domy, 9 mieszkańców na  15 morgach.
W początkach XX wieku znany był Baszów folwark  i Baszów wieś.

Spis powszechny z roku 1921 pokazuje w folwarku 5 domów 72 mieszkańców, we wsi natomiast 15 domów 92 mieszkańców w tym wyznania mojżeszowego 16 osób. 